# Universität Vechta

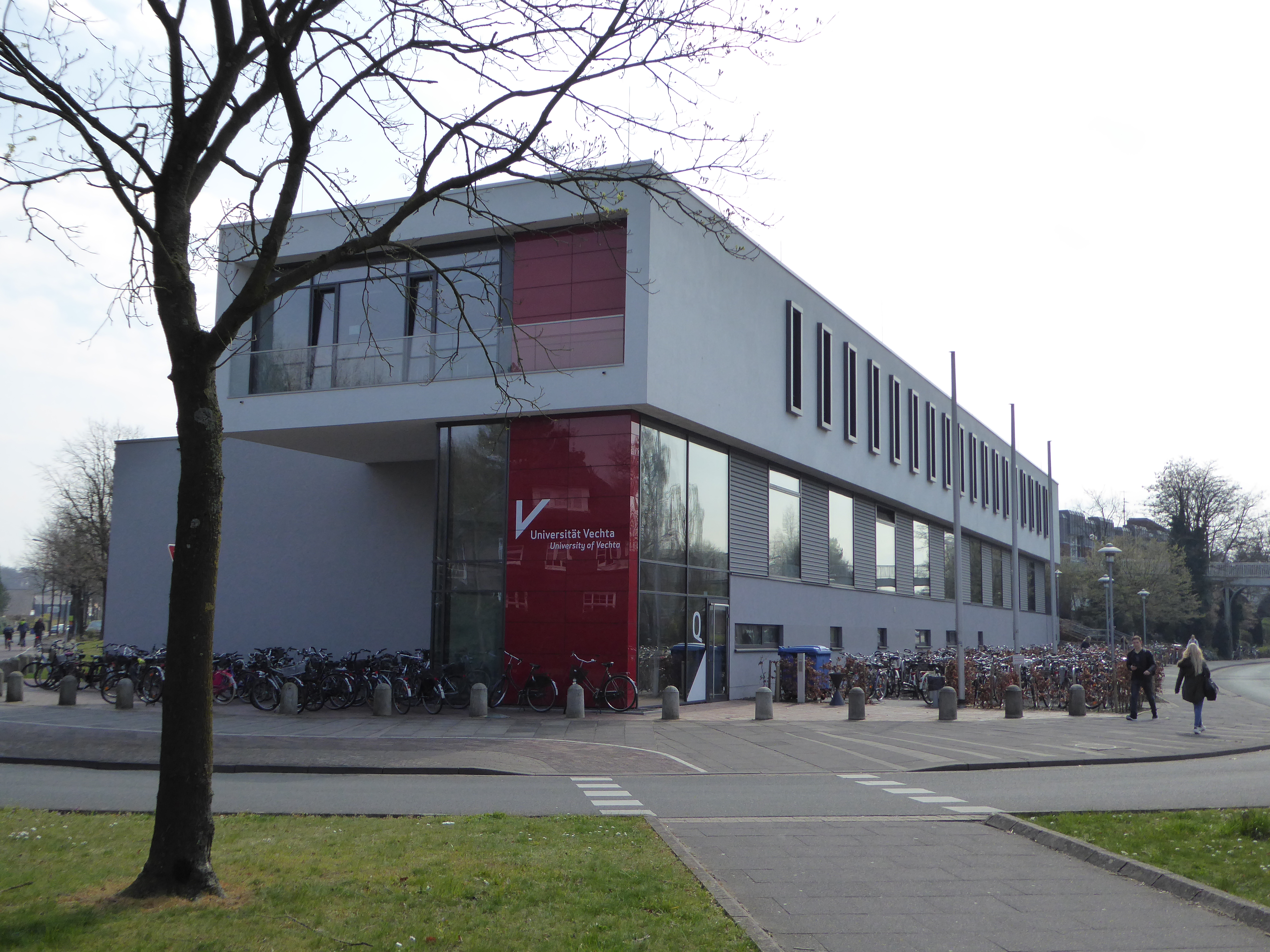
Hörsaalgebäude Q an der Ecke Driver- und Universitätsstraße

Die Universität Vechta ist eine Universität in der niedersächsischen Stadt Vechta. Die Zahl der Studierenden liegt zurzeit bei etwa 3.500. Der englische Name lautet University of Vechta. Traditionell beschäftigt sich die Universität Vechta besonders mit der Aus-, Fort- und Weiterbildung von Lehrkräften. Die drei inhaltlichen Schwerpunkte der Hochschule liegen in der Lehr-Lern-Forschung, in der Professions- und Teilhabeforschung, beispielsweise zum Thema Inklusion, sowie in der Transformationsforschung, die Prozesse des Wandels untersucht.
Koordinaten: 52° 43′ 17,8″ N, 8° 17′ 37,7″ O

## Geschichte

### 19. Jahrhundert bis 1945
Am 2. August 1830 wurde die Normalschule zur Ausbildung katholischer Volksschullehrer für das Großherzogtum Oldenburg gegründet, die 1861 zum Lehrerseminar ausgebaut wurde. 1928 erfolgte wiederum für katholische Volksschullehrer die Eröffnung des Pädagogischen Lehrgangs in Vechta. Am 1. April 1941 wurde die „Oldenburgische Lehrerbildungsanstalt Vechta i. O.“ eingerichtet, zu deren Unterbringung das Dominikanerkloster Füchtel beschlagnahmt wurde.

### Pädagogische Akademie / Pädagogische Hochschule Vechta / Standort der Universität Osnabrück
Nach dem Ende der NS-Zeit wurde am 19. März 1946 eine konfessionell gebundene Staatliche Pädagogische Akademie Vechta neubegründet. Nach der Eingliederung Oldenburgs in das Land Niedersachsen am 1. November 1946 wurde die Pädagogische Akademie per Erlass vom 31. Dezember 1947 in die Pädagogische Akademie, später Pädagogische Hochschule Vechta (PH Vechta) überführt. 1965 garantierte das Niedersachsenkonkordat die Ausbildung katholischer Lehrer in Vechta. 1969 kam es zur Vereinigung der acht Pädagogischen Hochschulen in Niedersachsen zur Pädagogischen Hochschule Niedersachsen, Vechta war eine Abteilung.
1973/74 wurde die PH Vechta Abteilung/Standort der neu gegründeten Universität Osnabrück und blieb es bis 1994. Zwischenzeitlich war die Existenz massiv gefährdet; 1987 empfahl sogar der Wissenschaftsrat, die Hochschule zu schließen.

### Von der „Hochschule Vechta“ zur „Universität Vechta“

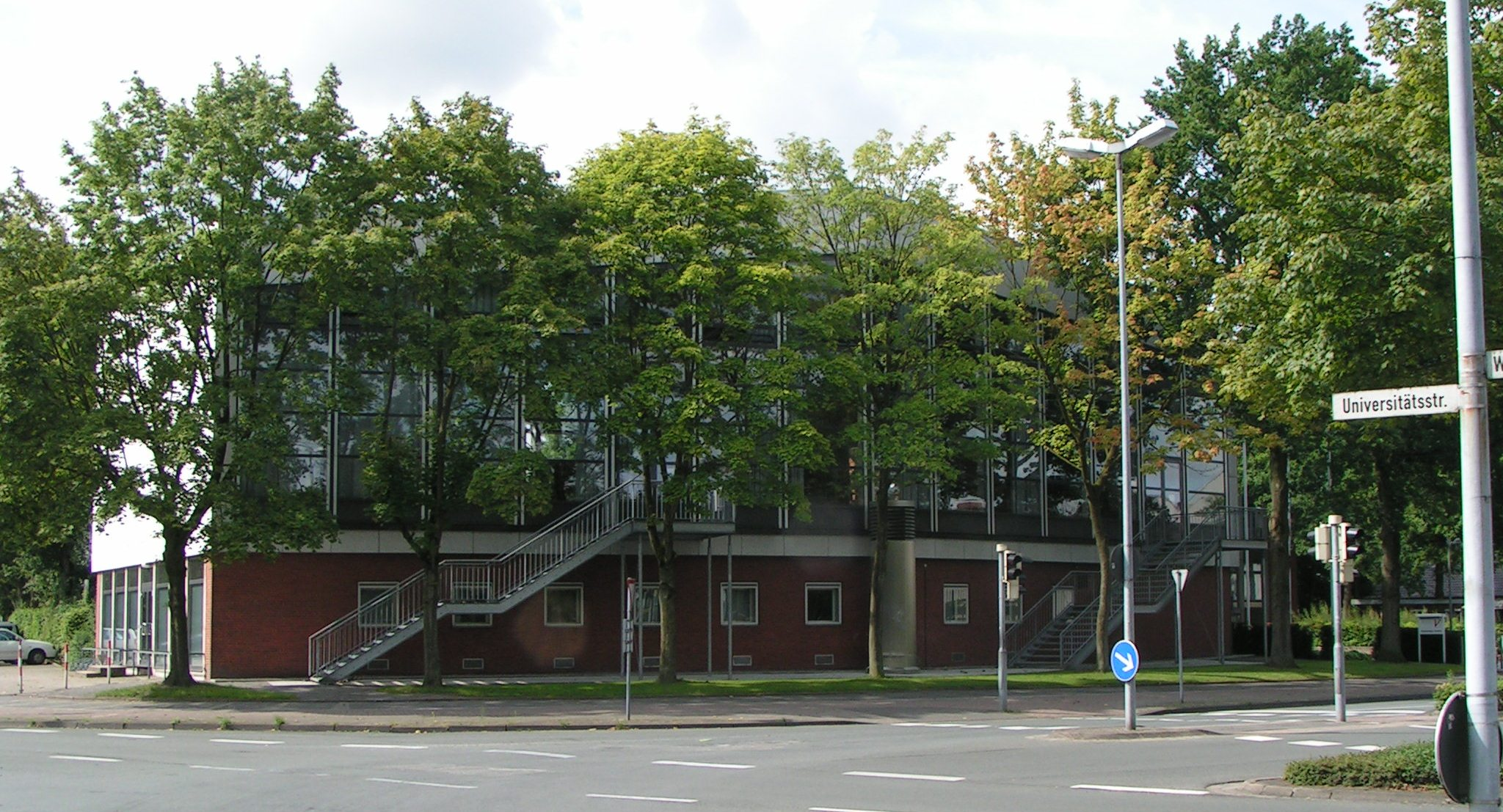
Aula im Hauptgebäude der Universität Vechta

Zur selbständigen Hochschule mit eigenem Studienprofil und dem Schwerpunkt Lehrerausbildung wurde der Standort Vechta 1995 unter dem Namen „Hochschule Vechta“. Von 1995 bis 2010 hatte die Hochschule offiziell den Status einer „Wissenschaftlichen Hochschule des Landes Niedersachsen mit Universitätsstatus“. Mit der Unabhängigkeit wurden einige neue Studiengänge eingerichtet, u. a. Gerontologie, Kulturwissenschaften und Geographie. Ab Oktober 2003 wurden die Studiengänge auf die im Bologna-Prozess vorgesehene Bachelor-/Master-Struktur umgestellt. Die Universität begann dabei mit der Umwandlung der Lehrerausbildung in zwei aufeinander aufbauende Studiengänge. Die ersten Absolventen der neuen Form der Lehrerausbildung erhielten im August 2007 die Zeugnisse. Damit war die Hochschule Vechta unter den ersten Hochschulen in Deutschland, die Absolventen mit dem Grad Master of Education (M.Ed.) verabschieden konnte. Im Oktober 2005 fusionierte die Hochschule Vechta mit der ebenfalls am Ort ansässigen Katholischen Fachhochschule Norddeutschland (KFH). Gleichzeitig wurden die bislang an der KFH angebotenen Studiengänge sowie die an der Hochschule angebotenen Studiengänge Gerontologie und Erziehungswissenschaften in neue Bachelor- und Masterstudiengänge umgewandelt; die bisherigen Studiengänge aus dem Bereich Umweltwissenschaften wurden eingestellt.
Nach einer Änderung des Niedersächsischen Hochschulgesetzes durfte sich Vechta seit Juni 2010 offiziell Universität nennen.  Dies ist verbunden mit der Berechtigung, Forscher zu promovieren oder zu habilitieren. Bereits an der Hochschule Vechta konnte man allerdings in mehreren Fachgebieten zum Dr. phil. oder Dr. rer. nat. promoviert werden und sich habilitieren.

### Jüngere Entwicklung

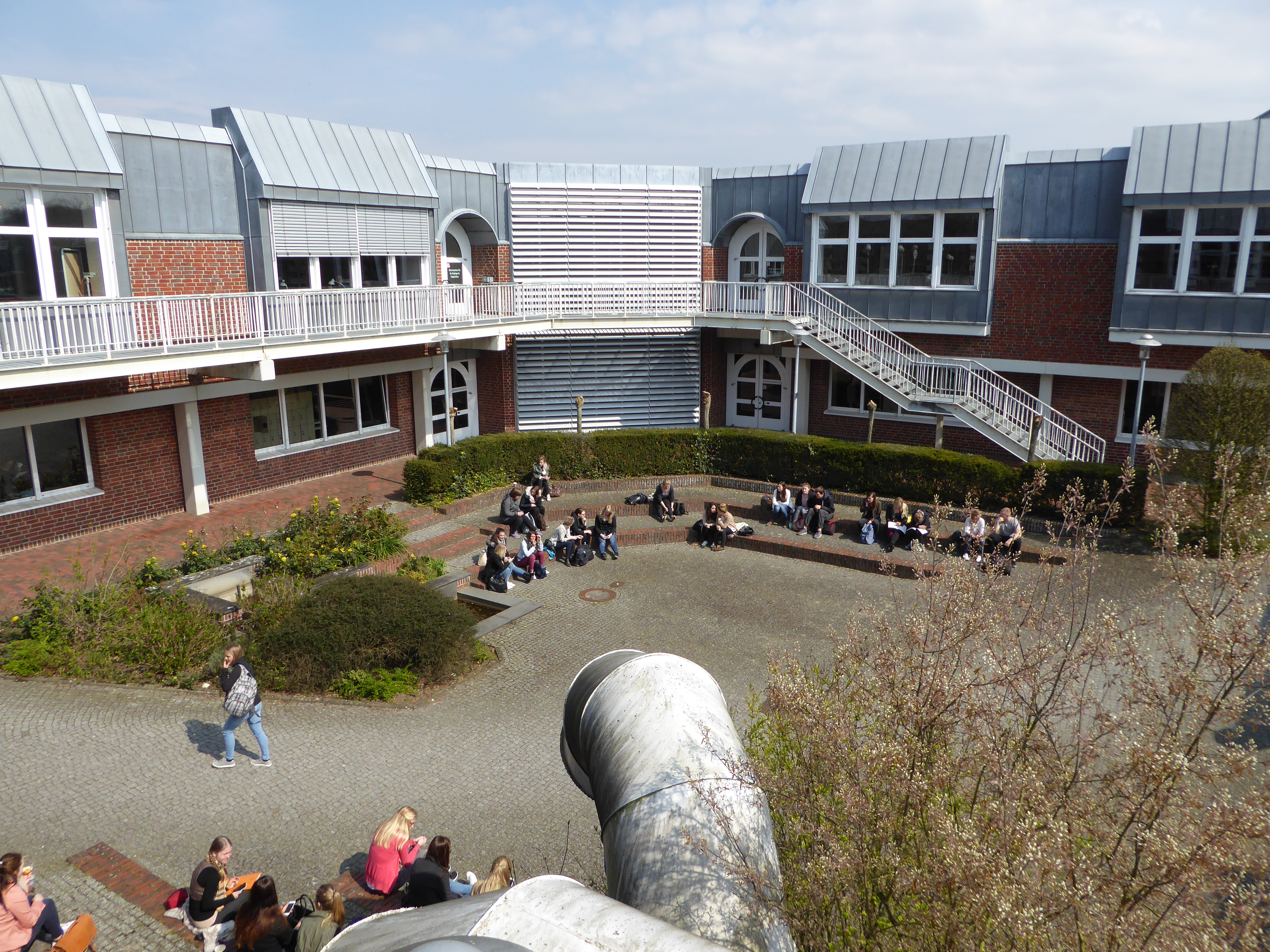
Zentraler Platz des Campus zur Mittagszeit. Im Hintergrund die Bibliothek.

Die Universität befindet sich in einem umfassenden Reformprozess. Im Bereich von Lehre und Studium sind dies die Umstellung auf Bachelor- und Masterstudiengänge, der Ausbau der Service- und Beratungsangebote, Qualitätssicherungsmaßnahmen wie etwa der Aufbau eines Service-Centers, Online-Evaluationen oder Entwicklung von Studientagebüchern zur Messung des studentischen Workloads. Im Bereich Forschung wurden die Aktivitäten gebündelt und unter dem Oberbegriff „Transformationsprozesse“ auf die Schwerpunkte Ländlicher Raum, Bildung, Gender, Gerontologie & Soziale Arbeit, Kulturwissenschaften – Kultureller Wandel sowie Vertrauensforschung fokussiert. 2012 wurde ein Zentrum für Lehrerbildung eingerichtet, 2015 durch eine Änderung der Grundordnung der Wissenschaftsbereich neu strukturiert: Es wurden Departments und Forschungsinstitute bzw. -zentren eingeführt. Zum 1. April 2017 kam es zur Einführung der Fakultätsstruktur. Die Universität verfügt nun über drei Fakultäten: Bildungs- und Gesellschaftswissenschaften, Natur- und Sozialwissenschaften sowie Geistes- und Kulturwissenschaften.

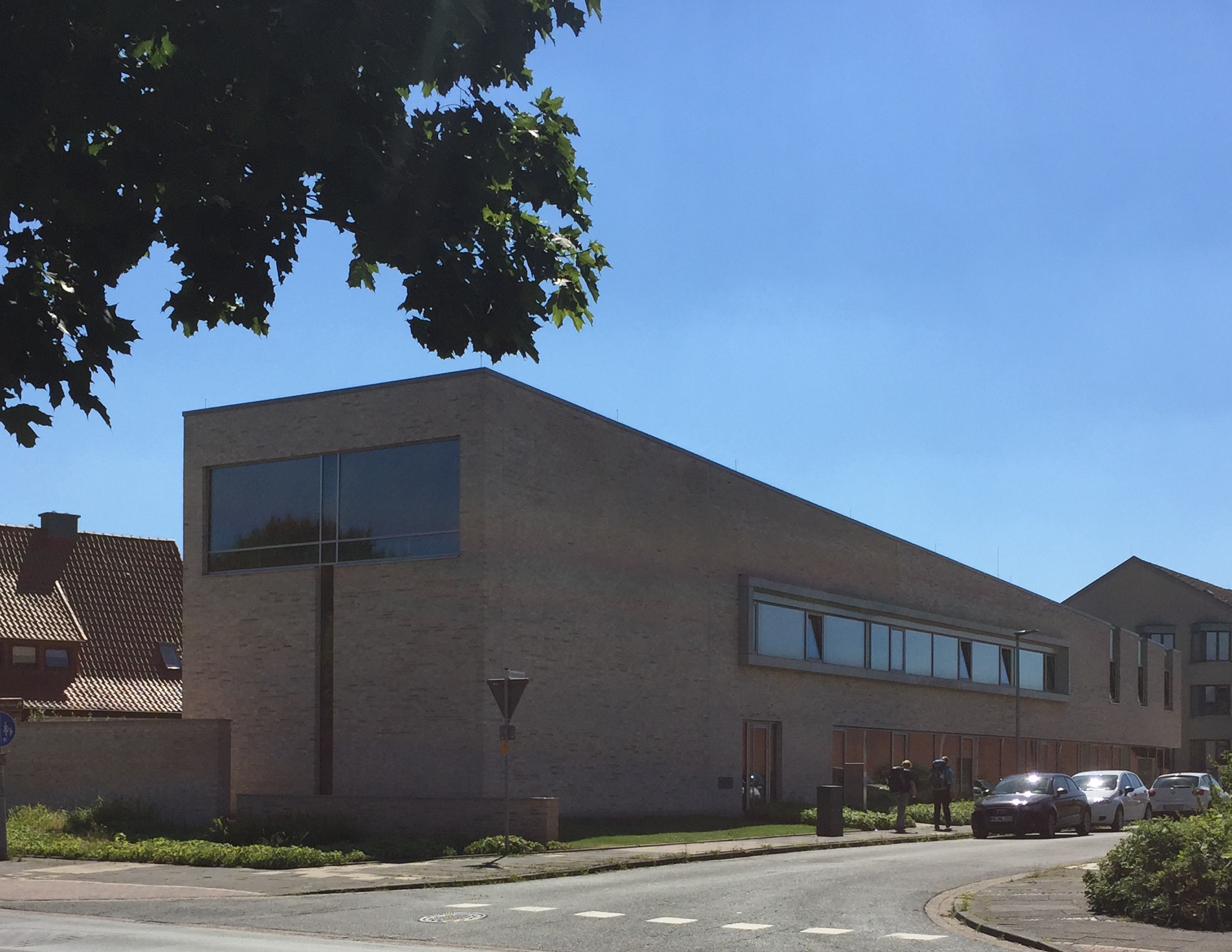
Kirche am Campus

Am 21. Januar 2014 wurde nach rund 15-monatiger Bauphase die Kirche am Campus eröffnet. Sie dient den Studierenden und der Hochschulseelsorge unter anderem als ökumenisches Zentrum. Es ist als ein Ort des Glaubens und der Begegnung konzipiert. Herzstück ist die Edith-Stein-Kapelle.

## Forschung
Die Universität Vechta orientiert sich am Fächerspektrum der Lehramtsausbildung, ergänzt durch die Schwerpunkte Ländlicher Raum, Bildung, Gender, Gerontologie & Soziale Arbeit, Kulturwissenschaften – Kultureller Wandel sowie Vertrauensforschung und das Oberthema „Transformationsprozesse“.
Die Fakultät für Agrarwissenschaften der Georg-August-Universität Göttingen betrieb bis 2014 auf dem Campus der Universität Vechta eine Außenstelle „Verfahrenstechnik in der Veredelungswirtschaft“. Diese Fakultät betreibt an der Universität Vechta weiterhin die Außenstelle „Graslandwissenschaften“.

## Studienangebot

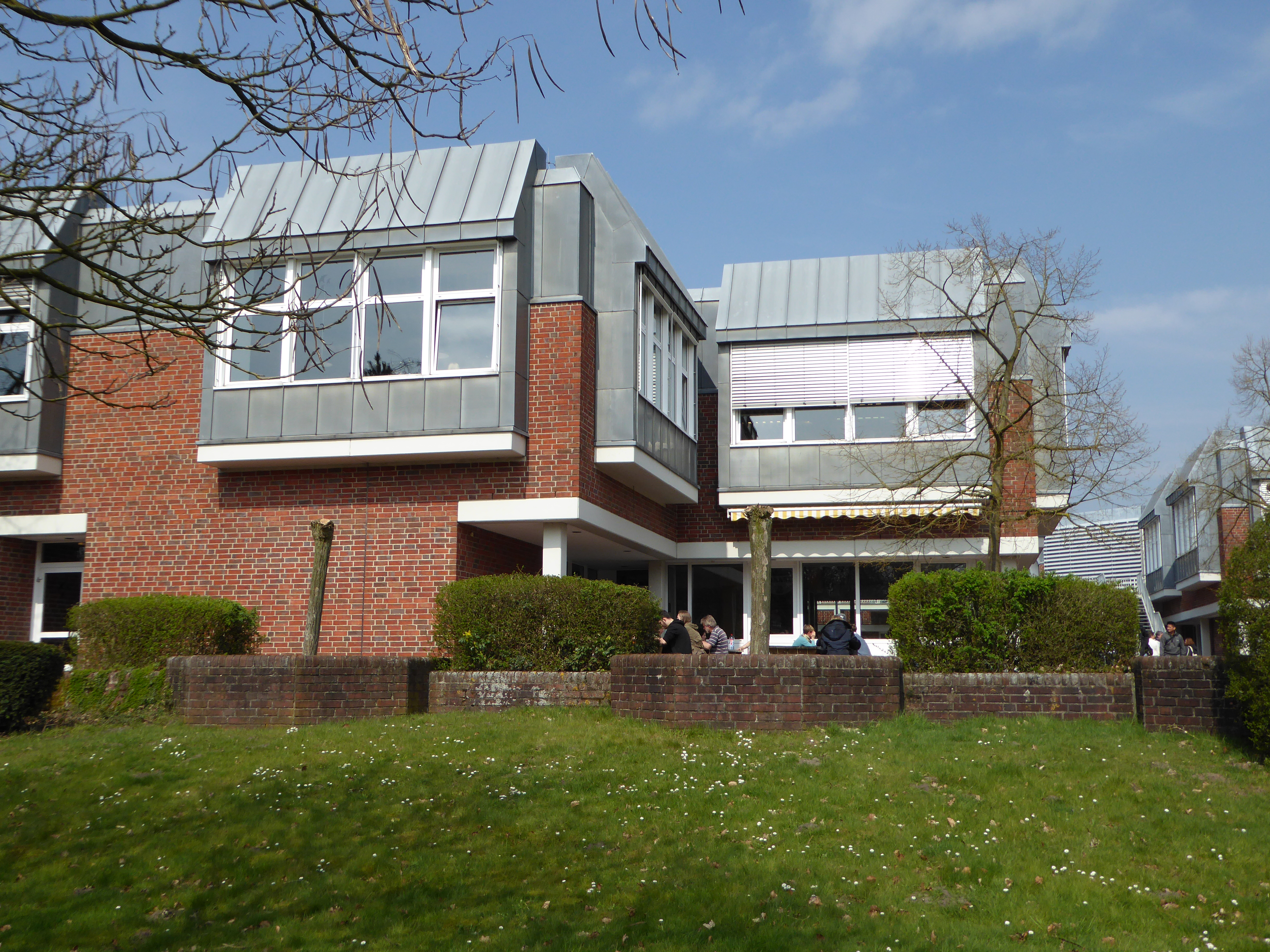
Gebäude M: Im Erdgeschoss ist ein Bistro angesiedelt, die Mensa im Obergeschoss.

An der Universität Vechta werden verschiedene Bachelor- und Masterstudiengänge angeboten. Schwerpunkte liegen im Bereich der Sozialen Dienstleistungen (Management Sozialer Dienstleistungen, Gerontologie, Soziale Arbeit, Erziehungswissenschaften) und im Lehramtsbereich (Grund-, Haupt- und Realschulen). Dazu kommen die Master Kultureller Wandel sowie Geographien ländlicher Räume – Wandel durch Globalisierung.

## Fakultäten

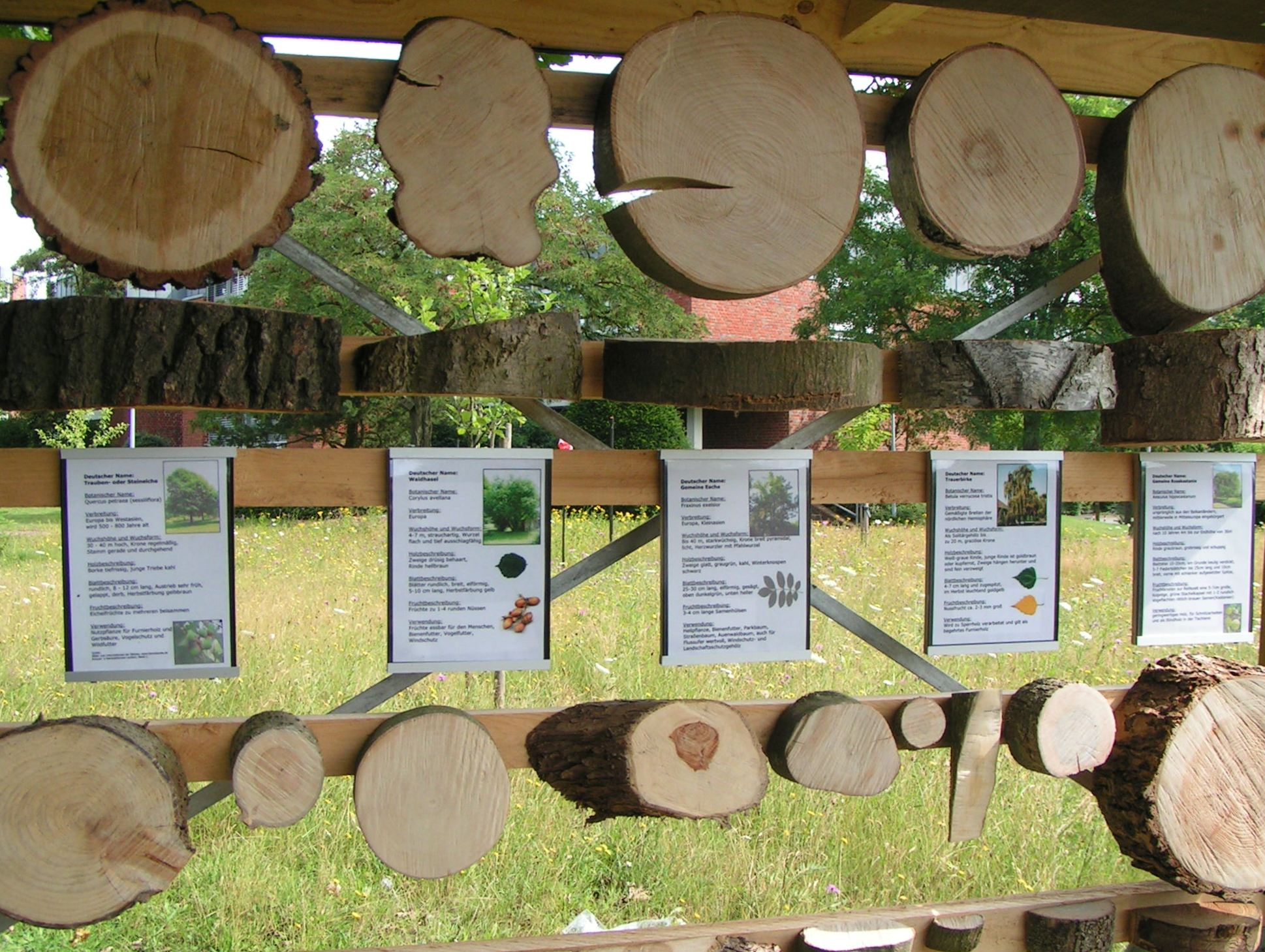
Forschungsgarten des ehemaligen Instituts für Didaktik der Naturwissenschaften, der Mathematik und des Sachunterrichts. Die Fächer Biologie, Mathematik und Sachunterricht gehören heute zur Fakultät Natur- und Sozialwissenschaften.

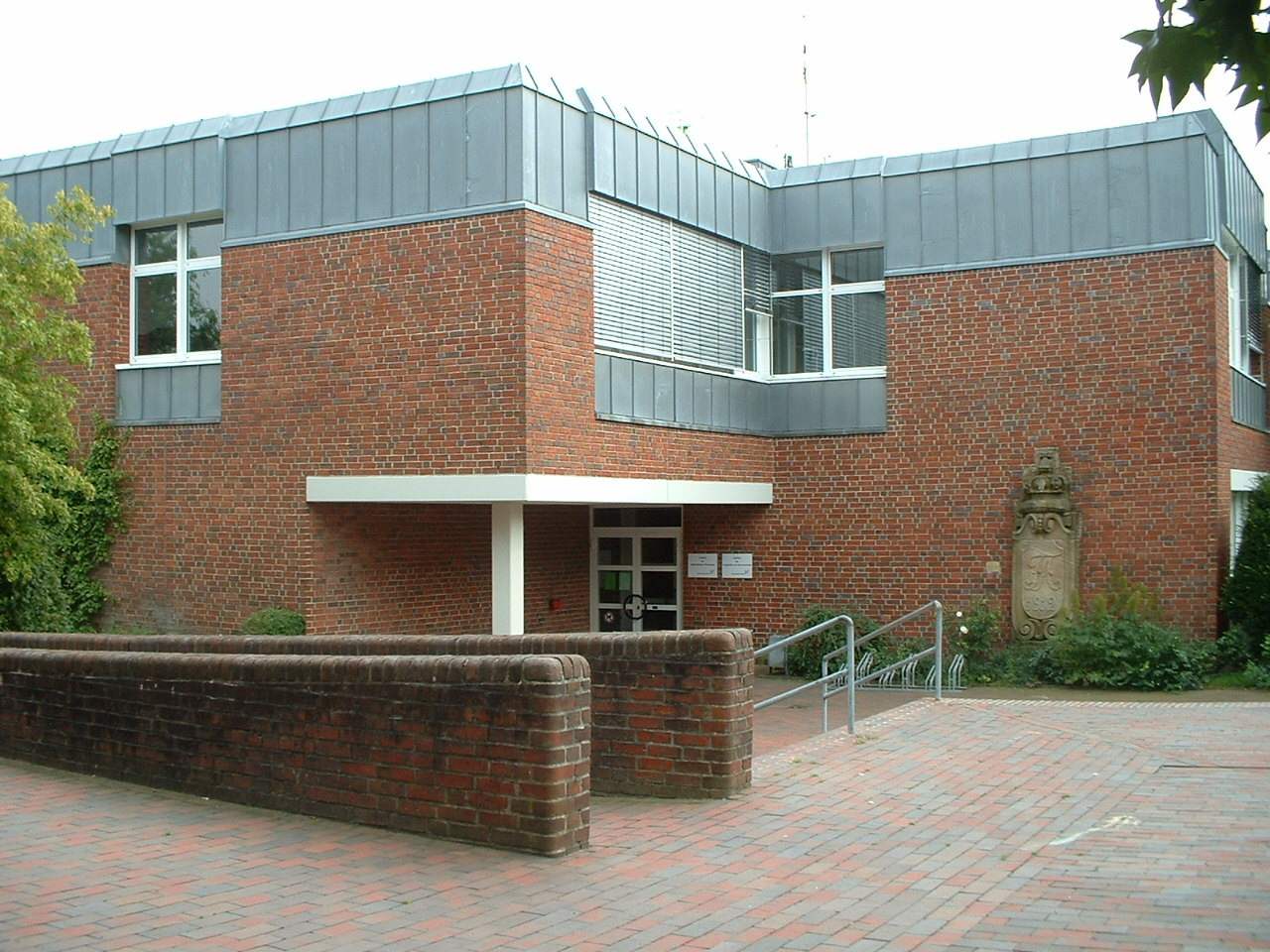
Im Gebäude N finden sich Seminarräume zu Büros der Fächer Germanistik und Katholische Theologie.

An der Universität gibt es zwei Fakultäten:
- Fakultät I mit den Fächern: Erziehungswissenschaften, Gerontologie, Management Sozialer Dienstleistungen, Pädagogische Psychologie, Soziologie, Soziale Arbeit und Wirtschaft und Ethik.
- Fakultät II mit den Fächern: Anglistik, Biologie, Designpädagogik, Geographie, Germanistik, Geschichtswissenschaft, Katholische Theologie, Kulturwissenschaften, Mathematik, Musik, Philosophie, Politikwissenschaft, Sachunterricht und Sportwissenschaft.[13]

## Partnerhochschulen
Die Universität Vechta hat über 70 Partneruniversitäten weltweit. Im Dezember 2006 wurde mit der renommierten UC Berkeley in Kalifornien eine Hochschulpartnerschaft geschlossen. Die erste afrikanische Partnerschaft erfolgte im März 2008 mit der St. Augustine Universität in Tansania.
Das International Office (ehemals Akademisches Auslandsamt) ist für die Betreuung von Auslandskontakten von Studierenden und Lehrenden zuständig.

## Campus

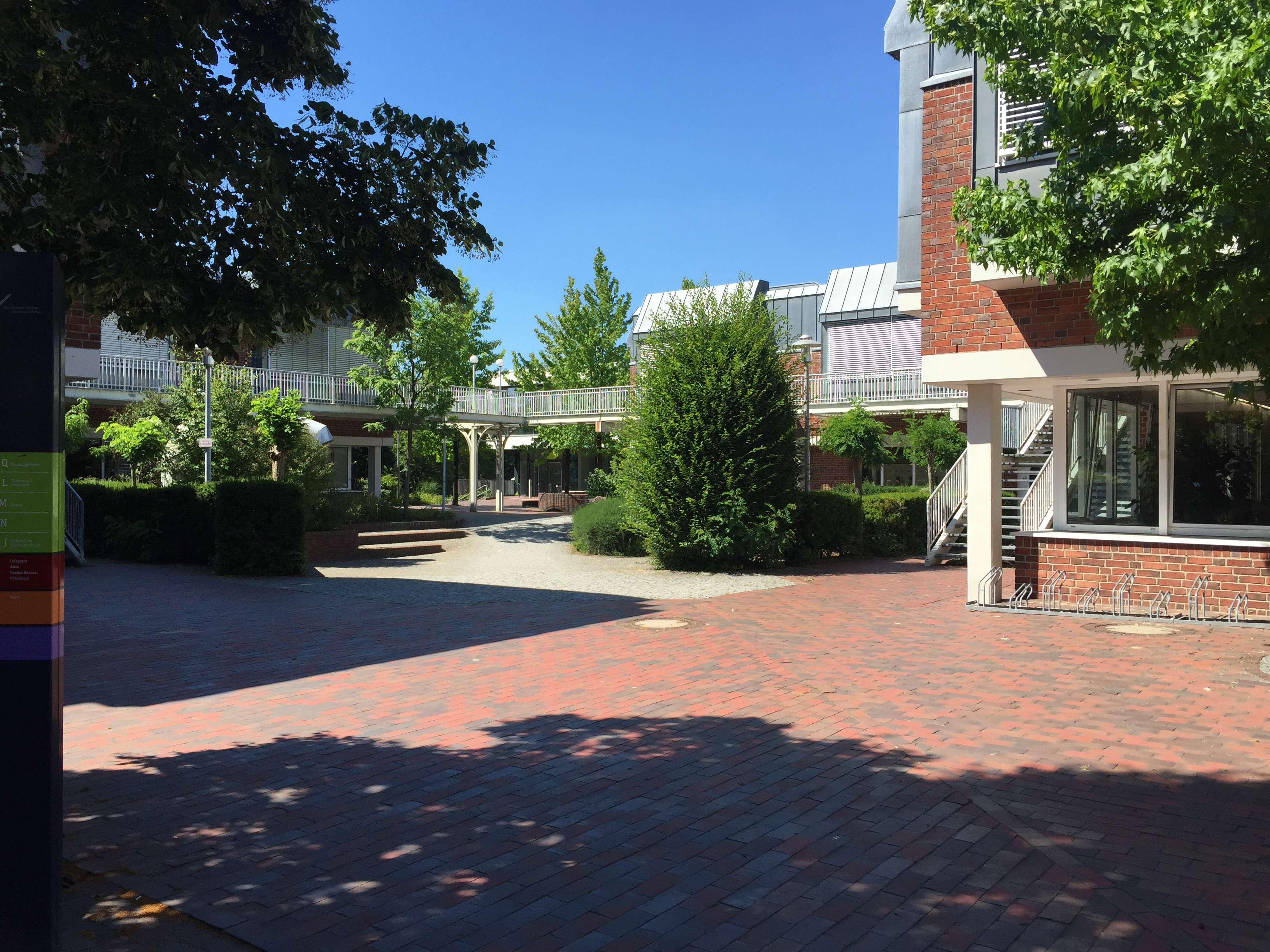
Der zentrale Platz auf dem Campus der Universität Vechta

Die Universität präsentiert sich als kleine, moderne Campus-Uni mit mehreren Außenstellen im Stadtgebiet sowie dem Science Shop Vechta/Cloppenburg im benachbarten Cloppenburg.

### Bibliothek
Die Universität besitzt eine eigene Bibliothek auf dem Campus. Diese bietet ein breites Angebot an Büchern, Zeitschriften, Datenbanken, Tests und weiteren Medien deutscher und internationaler Wissenschaftsverlage, orientiert an den Studienfächern und Forschungsschwerpunkten der Universität und nachgewiesen im Online-Katalog. Neben den Universitätsangehörigen steht sie auch Bürgerinnen und Bürgern aus Stadt und Region zur Verfügung.
Die Bibliothek nimmt an den „DEAL-Verträgen“ mit den drei größten internationalen kommerziellen Wissenschaftsverlagen Elsevier, Springer Nature, Wiley teil. Dadurch ermöglicht sie den Zugriff auf mehrere tausend wissenschaftliche Zeitschriften. Über diese und weitere Verlagskooperationen, aber auch unabhängig davon auf dem eigenen Dokumentenrepositorium, können Forschende eigene Arbeiten im kostenfrei zugänglichen Open Access veröffentlichen.
Im Auftrag der Arbeitsstelle Rolf Dieter Brinkmann pflegt die Universitätsbibliothek Vechta die Archiv- und Dokumentationsstelle Rolf Dieter Brinkmann zum Werk des deutschen Dichters und Schriftstellers. Im Bestand der Bibliothek befindet sich außerdem die Sammlung Andreas Romberg des früheren Vereins Andreas Romberg Gesellschaft.

### Wohnheime

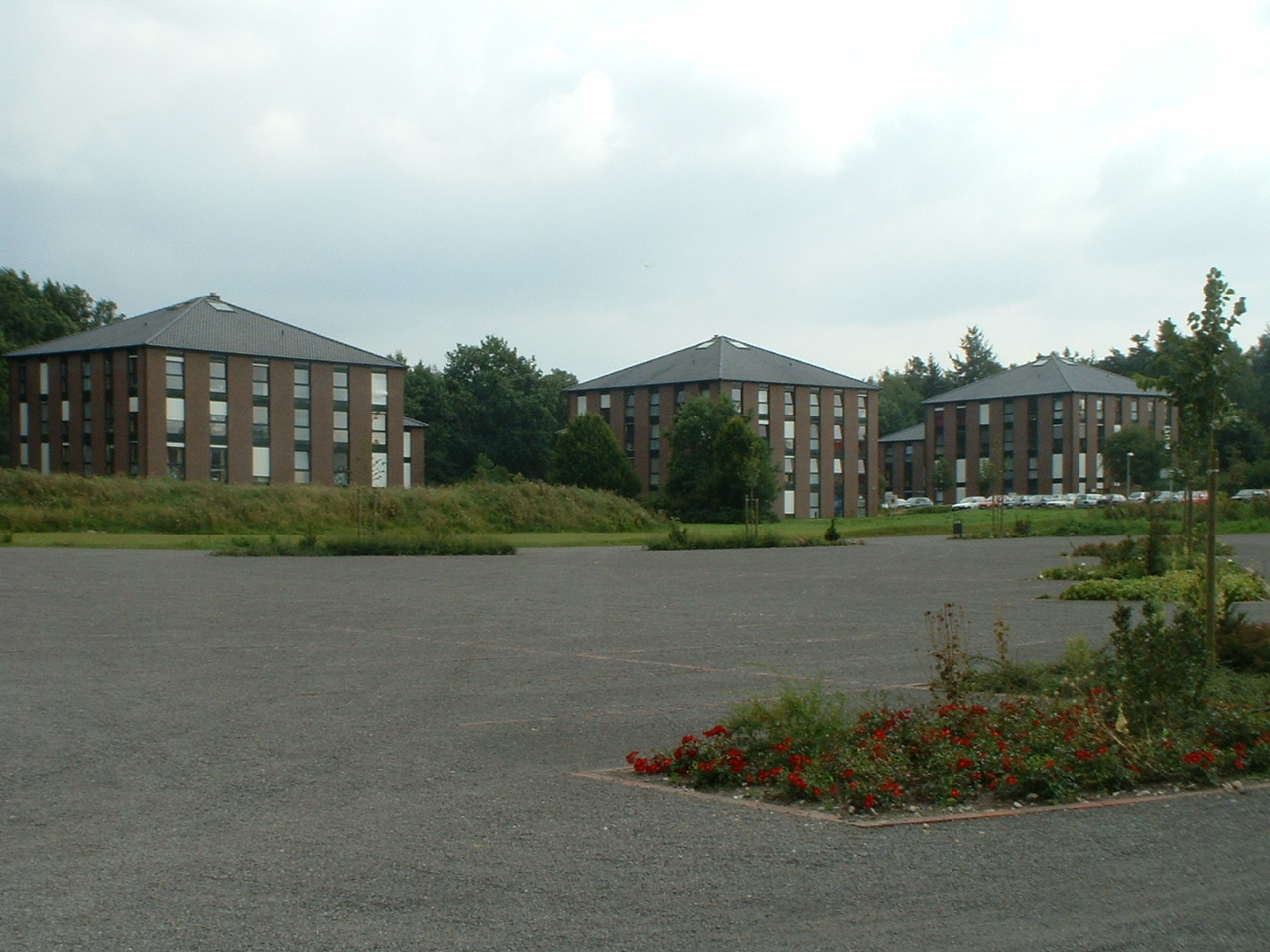
Wohnpark der Universität Vechta, unmittelbar auf dem Campus gelegen

Insgesamt gibt es drei Studentenwohnheime und einen Studenten-Wohnpark in Vechta, diese werden nicht von der Hochschule, sondern von anderen Trägern, z. B. dem Studentenwerk Osnabrück (Wohnheim Sonnenkamp) oder der Caritas-Stiftung (Studentinnenwohnheim Immentun) betrieben. Der Wohnpark und das Studentenwohnheim Sonnenkamp befinden sich in unmittelbarer Nähe zum Campus. Die anderen beiden Wohnheime sind in wenigen Minuten mit dem Fahrrad zu erreichen. Ende 2008 wurde von der Hochschule bekanntgegeben, dass das Edith-Stein-Kolleg als Studentinnenwohnheim aufgelöst wird und von der Caritas-Stiftung abgekauft wurde. Das ehemalige Wohnheim, welches im R-Gebäude der Hochschule integriert war, wird seit der Auflösung als Bürogebäude von Angestellten der Universität genutzt. Hier ist ein Überblick über die aktuellen Wohnanlagen in Vechta:
- St. Georgs-Stiftung (Studentenwohnheim)
- Wohnanlage Universitätsstraße (Studentenwohnheim)
- St. Dominikus (Studentinnenwohnheim)
- Studierendenwohnpark (Sechs Studentenwohnanlagen)

## Kultur und Theater
Seit 1980 gibt es an der Universität die Studentenbühne. Hier engagieren sich mehrere Studierende und führen jedes Jahr berühmte Theaterstücke wie zum Beispiel den Klassiker von Max Frisch „Als der Krieg zu Ende war“ in der Aula der Hochschule Vechta auf. Neben der Studentenbühne gibt es den Hochschulchor.

## Logo

HS Vechta bis 2010
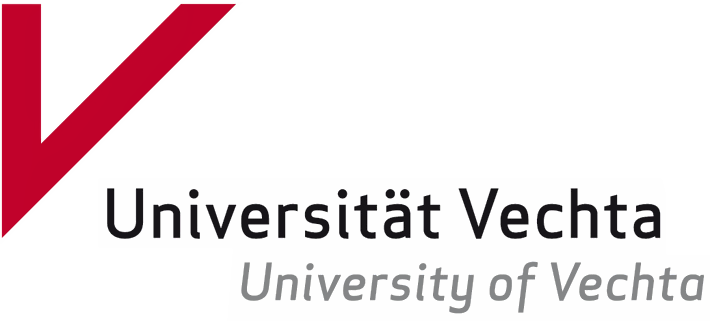
Uni Vechta 2010–2023
Uni Vechta seit August 2023

## Persönlichkeiten

### Hochschullehrer
Die folgende Liste enthält eine Auflistung bekannter Persönlichkeiten, die an der Universität Vechta lehren oder gelehrt haben.
- Jochen A. Bär
- Karl-Oswald Bauer
- Günter Berger
- Karl-Heinz Breier
- Wilhelm Brockhaus
- Wolf Bröll
- Rainer Buchwald
- Manfred Eder
- Henning Eichberg
- Gerald Eisenkopf
- Daniela Elsner
- Karl-Heinz Erdmann
- Jürgen Faik
- Maximilian Forschner
- Ulrich Fox
- Paul Franken
- Claudia Garnier
- Christian Gellinek
- Josef Giesen
- Alwin Hanschmidt
- Martin Heintel
- Robert Hepp
- Manfred Hermanns
- Nicolaus Heutger
- Michael Hirschfeld
- Heinz Günter Holtappels
- Bernd Ulrich Hucker
- Friedrich Janssen
- Friedhelm Jürgensmeier
- Rudolf W. Keck
- Friedrich Kenkel
- Ellen Kiel
- Ulrike Knobloch
- Michael Konken
- Elmar Kos
- Joachim Kuropka
- Wilfried Kürschner
- Raimund Lachner
- Hermann von Laer
- Matthias Lemke
- Karl Josef Lesch
- Matthias Möhring-Hesse
- Ingo Mose
- Michael Nagler
- Margarete Niggemeyer
- Günther Rötter
- Steve Pasek
- Ortwin Peithmann
- Silvia Pellegrini
- Verena Pietzner
- Lutz Plümer
- Peter Redeker
- Sabine Reh
- Kim-Patrick Sabla-Dimitrov
- Ralph Sauer
- Angelika Sievers
- Winfried Schlepphorst
- Burghart Schmidt
- Ernst Schomer
- Witali Schkljarow
- Volker Schulz
- Egon Spiegel
- Manfred Spieker
- Georg Steins
- Heinrich E. Weber
- Hans-Wilhelm Windhorst
- Maria Anna Zumholz

### Alumni
Die folgende Liste enthält eine Auflistung bekannter Persönlichkeiten, die an der Universität Vechta ihr Studium absolviert haben.
- Uwe Bartels (* 1946), Politiker (SPD)
- Hans Eveslage (* 1947), Lehrer und Politiker (CDU)
- Ulrich Fox (* 1944), Künstler
- Vanessa Gattung (* 1989), Politikerin (SPD)
- Rolf Heine (1937–2018), Altphilologe
- Thorsten Neubert-Preine (* 1965), Historiker
- Karl Uwe Oppermann (* 1944), Politiker (CDU)
- Sergei Wassiljewitsch Parchomenko (Seryoga) (* 1976), belarussischer Rapper
- Kai Schmidt (* 1979), Lehrer und Webvideoproduzent
- Daniel Thioune (* 1974), Fußballtrainer
- Kathrin Weiher (* 1962), Politikerin
- Hans Wocken (* 1943), Professor der Lernbehindertenpädagogik

### Berichte
- Liliana Sadowska, Izabela Taraszczuk: Trinationale Studentenbegegnung. Deutsch lernen – Deutsch lehren im Loire-Tal (Bericht über eine Studententagung der Université d’Angers, Universität Vechta und Uniwersytet Zielonogórski, 4.–9. November 2008 in Angers). In: Schlesien heute. Nr. 4/2009, S. 38. ISSN 1436-5022.
- Liliana Sadowska, Izabela Taraszczuk: XVIII trilateralne kolokwium studenckie w Angers (Départament Maine-et-Loire): Dlaczego i jak uczymy się języka niemieckiego? (18. Trilaterales Studentenkolloquium in Angers, Département Maine-et-Loire: Warum und wie lernen wir Deutsch?) [In:] „Uniwersytet Zielonogórski“, Nr. 2/2009, S. 30–31. ISSN 1644-7867. (PDF)